# Ludwig Geißel
Ludwig Geißel (* 25. August 1916 in Alzey, Rheinhessen; † 20. November 2000 in Stuttgart) war Vizepräsident des Diakonischen Werkes der EKD sowie Mitbegründer der Aktion „Brot für die Welt“ und der „Diakonie Katastrophenhilfe“. Er ist der Vater von Volker Geißel.

## Leben

### Jugend und Weltkrieg
Ludwig Geißel wurde als Ältester von fünf Kindern in Alzey geboren.
Er trat nach seinem Abitur in die Reichswehr ein. Sein erster Stationierungsort war Jüterbog, wo er in der geheimen Heeresnachrichtenschule diente. Im Rahmen der Aufrüstung der Wehrmacht erfuhren die jungen Soldaten, dass sie die „zukünftige Führungskader“ der im Aufbau befindlichen Reichswehr seien. Von 1938 bis 1945 diente er in der Nachrichtenstaffel für das Führerhauptquartier. Ab Beginn des Überfalls auf Polen war er in Zossen-Wünsdorf stationiert, wo sich das Nachrichtenregiment 601 befand.

### Arbeit für das Diakonische Werk und Häftlingsfreikäufe
1945 wurde er im Rang eines Hauptmanns aus der Wehrmacht entlassen. Er plante zunächst, an der Universität Hamburg zu studieren, wurde dann aber Leiter eines Hamburger Flüchtlingslagers. In dieser Funktion war er nach kurzem Mitarbeiter der Sozialbehörde des Hamburger Senats und trat im Jahr 1947 in das Hilfswerk der Evangelischen Kirche in Deutschland ein. 1949 war er an der Gründung des Patenschaftswerks West-Ost beteiligt. Im Bundestagswahl 1949 machte er
in Lauenburg/Elbe Wahlkampf für die CDU, der er angehörte. Er lernte dort den späteren Minister für innerdeutsche Beziehungen Herbert Wehner kennen. 1950 wurde er Leiter der Außenstelle Hamburg des Hilfswerks, dessen Aktivitäten in der Katastrophenhilfe 1953 begannen. 1955 übernahm er als Hauptgeschäftsführer im Zentralbüro in Stuttgart den Bereich Nothilfe.
Nach der Fusion mit dem Centralausschuß für die Innere Mission zum Diakonischen Werk der Evangelischen Kirche in Deutschland mit Sitz in Stuttgart im Jahr 1957 wurde er zu dessen Direktor ernannt. Sein Zuständigkeitsbereich umfasste die Finanzen, die Nothilfe und die Verwaltung. 1972 erfolgte seine Berufung zum Vizepräsidenten des Diakonischen Werks der EKD. Nach Eintritt in den Ruhestand im Jahr 1982 war er noch als Unternehmensberater tätig.
Als Vertreter der Diakonie war Ludwig Geißel an verschiedenen, meist im ökumenischen Verbund geleisteten Hilfsaktionen beteiligt, so an der Betreuung von Flüchtlingen des Volksaufstandes in Ungarn von 1956, an der von „Brot für die Welt“ mitgetragenen Aktion „Indien hungert“, an der Organisation der Kinderluftbrücke von Nigeria nach Gabun für die Opfer des Biafra-Krieges im Jahr 1968 sowie an Erdbebenhilfen in der Türkei, in Griechenland, im Iran und in Italien. Zudem gehört er zu den Vätern der Aktion „Brot für die Welt“, die er von Anfang an mitgestaltete und zeitweise auch leitete.
Ab dem 9. Juni 1958 wirkte Ludwig Geißel als „Bevollmächtigter der westdeutschen Landeskirchen bei der Regierung der DDR“ (gemeint sind die evangelischen Kirchen der EKD) am wirtschaftlich-finanziellen Transfer zur Unterstützung der Landeskirchen in der DDR mit. Er war viele Jahre lang für die EKD maßgeblich in die Kirchenbauprogramme in der DDR und in den Wiederaufbau des Berliner Doms eingebunden.
Rund 40 Prozent des Haushalts der evangelischen Kirchen in der DDR wurde von den westdeutschen Landeskirchen übernommen und Geißel spielte eine Rolle bei diesem Transfer. Der Berliner evangelische Bischof Kurt Scharf setzte sich bei den DDR-Behörden für verhaftete kirchliche Mitarbeiter ein, wurde aber bald von den Behörden nicht mehr als Gesprächspartner akzeptiert. Er beauftragte seinen Mitarbeiter, Rechtsanwalt Reymar von Wedel, diese Aufgabe zu übernehmen. Dieser arbeitete mit dem Westberliner Rechtsanwalt Jürgen Stange und dem Ostberliner Anwalt Wolfgang Vogel zusammen.
Als es  Weihnachten 1962 zum ersten Häftlingsfreikauf kam, wurde bald die Forderung laut, dass der Staat sich um diese Dinge kümmern solle. Der damalige Bundesminister für innerdeutsche Beziehungen, Erich Mende (FDP), wurde nun offiziell zuständig. In diesem Zusammenhang übernahm Geißel 1964 verschiedene Aufgaben beim Freikauf politischer Gefangener durch die Bundesregierung; zu seinen Gesprächs- und Verhandlungspartnern auf der Seite der DDR zählte auch Manfred Stolpe. Bereits 1964 wurden 37 Millionen DM, meist in Form von Waren, gezahlt; die Zahlungen wurden geheim gehalten und nur der Chef des Bundesrechnungshofes persönlich wurde informiert.
Seit 1962 war Ludwig Geißel zudem Vorstandsmitglied der Evangelischen Zentralstelle für Entwicklungshilfe in Bonn. Auch im Lutherischen Weltbund und im Ökumenischen Rat der Kirchen, beide in Genf, hatte er Funktionen inne.

### Tätigkeiten im Ruhestand
Im Ruhestand engagierte sich Ludwig Geißel weiter in der Diakonie, vor allem im Gesundheitsbereich. So leitete er z. B. 1984–1990 als Verwaltungsratsvorsitzender im Diakonissenmutterhaus der Olgaschwestern in Stuttgart grundlegende strukturelle Veränderungen ein, die 1985 zur Umwandlung des zugehörigen Karl-Olga-Krankenhauses in eine GmbH unter Einbeziehung eines nichtdiakonischen (Mehrheits-)Gesellschafters (der Sana Kliniken GmbH & Co. KGaA mit Sitz in München) neben dem Diakonissenmutterhaus und 1987 zur Gründung der Karl-Olga-Altenpflege GmbH als alleiniger Tochter des Diakonissenmutterhauses führten. Zeitweise hatte er auch den Aufsichtsratsvorsitz der Karl-Olga-Krankenhaus GmbH inne.

## Varia
- Ludwig Geißel beziffert in seiner Autobiographie die „Hilfen der Evangelischen Landes- und Freikirchen, der Diakonie, der Bundesregierung und der Oekumene für die Aufrechterhaltung der Arbeit von Kirche und Diakonie und zur Hilfe für die Menschen in der DDR von 1957–1990“ in sechs Unter-Punkten auf die Summe von 4.027.729.548,96 D-Mark zuzüglich „Humanitäre Maßnahmen“ von 3.436.900.755,12 D-Mark, das entspricht der Gesamtsumme von 7.464.630.304,08 D-Mark. Ausdrücklich ausgeklammert (also nicht enthalten) sind dabei sowohl direkte Hilfen von Kirchgemeinde West an Kirchgemeinde Ost als auch die EKD-Aufwendungen für die „Ostpfarrerversorgung“.[13]

## Werke
- Heinrich-Hermann Ulrich/Ludwig Geißel (Hrsg.): Diakonie in den Spannungsfeldern der Gegenwart. Herausforderung und Antwort. Festschrift zum 60. Geburtstag von Theodor Schober, Stuttgart: Quell 1978
- Ludwig Geißel: Unterhändler der Menschlichkeit – Erinnerungen. Quell, Stuttgart 1991, ISBN 978-3-7918-1984-6 (Mit einem Begleitwort von Manfred Stolpe sowie mit Übersichten auf 10 Seiten zu internationalen Spenden-, Hilfs- und Transfer-Zahlungen und in die DDR (1957–1990); 480 Seiten).